# Czesław Hołub
Czesław Hołub (ur. 2 kwietnia 1925 w Brześciu, zm. 20 czerwca 2015 w Stargardzie Szczecińskim) – polski żołnierz, członek ZWZ-AK od 1941 r. i żołnierz podziemia niepodległościowego.

## Życiorys
Był m.in. członkiem patrolu dywersyjnego „Wachlarza” i uczestnikiem akcji uwolnienia więźniów w Pińsku. W 1943 roku przeszedł szkolenie w Leśnej Szkole Młodszych Dowódców kierowanej przez cichociemnego ppor. "Dziadzio" (Jan Grycz), a następnie wraz z innymi absolwentami szkoły brał udział w akcji odwetowej na UPA w trakcie rzezi wołyńskiej na Polesiu Wołyńskim (na południe od Kamienia Koszyrskiego). Następnie do października 1943 roku walczył w oddziale partyzanckim Watra I pod dowództwem por. „Jura” (Wojciecha Zbiluta) w rejonie Brześć-Kobryń-Wysokie Litewskie. Następnie był dowódcą plutonu "Grzechotka" Szarych Szeregów w Brześciu.
W styczniu 1944 został ciężko ranny w czasie akcji dywersyjnej na pociąg koło mijanki Tewle. Po wyleczeniu wiosną 1944 trafił do oddziału leśnego „Watra IV” i wraz z nim znalazł się w składzie 30 Dywizji Piechoty AK, dzieląc jej losy aż do rozbrojenia przez Armię Czerwoną. Internowany na Majdanku, skąd udało mu się uciec. Ostatecznie trafił na Pomorze Zachodnie, gdzie działał m.in. w WiN. Aresztowany i skazany przez Wojskowy Sąd Rejonowy na karę śmierci, zamienioną na podstawie amnestii na 15 lat. Wolność odzyskał po 10 latach w 1956 r. Po uwolnieniu pracował m.in. w Stacji Sanitarno-Epidemiologicznej w Stargardzie i Szczecinie, a także w Fabryce Kontenerów UNIKON w Szczecinie. Uczestnik strajków w 1980 i 1981, a w latach 1989–2000 prezes Koła Żołnierzy AK w Stargardzie Szczecińskim.
Autor wielu artykułów i opracowań na temat dziejów Armii Krajowej na Kresach Wschodnich. Odznaczony m.in. Srebrnym Krzyżem Orderu Virtuti Militari, Medalem Pro Memoria, Krzyżem Oficerskim Orderu Odrodzenia Polski (2007) i Krzyżem WiN.